# Lago Sul
Lago Sul est une région administrative du District fédéral au Brésil.